# Parti vert du pays de Galles
Le Parti vert du pays de Galles est un parti local autonome au sein du Parti vert de l'Angleterre et du pays de Galles. Il couvre le pays de Galles et a son propre manifeste.